# Acacia standleyi
Acacia standleyi är en ärtväxtart som beskrevs av William Edwin Safford.
Acacia standleyi ingår i släktet akacior och familjen ärtväxter. Inga underarter finns listade i Catalogue of Life.